# Mili Korpar
Mili Korpar, rojena kot Milica Halusek, hrvaško-slovenska pevka, * 17. oktober 1967, Podravina, Hrvaška.
Pevsko kariero je začela leta 1984 na Hrvaškem s skupino Holywood. Kot tekstopiska je sodelovala z Đorđem Novkovićem. Leta 1989 se je preselila v Nemčijo, kjer je končala frizersko šolo in živela 11 let. Potem se je preselila v Slovenijo, v Dornavo pri Ptuju, se učila slovenskega jezika in nadaljevala glasbeno pot kot tekstopistka, skladateljica in pevka. Začela je sodelovati z aranžerjem Tomijem Valenkom in tonskim mojstrom Mitjo Krapšo, kjer je v Studiu Jama snemala pesmi zase in za druge. Prvi prepoznaven nastop v Sloveniji je bil v oddaji Orion na Radioteleviziji Slovenija s pesmijo Vzemi vse, s katero se je uvrstila kot mesečna zmagovalka v finale. Udeležila se je mnogih festivalov na Hrvaškem in v Sloveniji in postajala čedalje bolj prepoznavna. Njena najbolj znana pesem v Sloveniji je priredba pesmi Kemala Montena, Zemljo moja. Mili jo je v slovenščini poimenovala Mati moja. Prvo besedilo v slovenščini Želim, si želim je napisala za Ansambel Petovio. Sledila so besedila tudi za druge izvajalce, med njimi: Natalija Verboten (Pozabi me), Duško Lokin, Dolores, Amir Kazić Leo, Zlatko Dobrič (Serenada ljubavi) Džo Maračić - Maki (Pjesmom te pozdravljam), Ansambel Klapovühi (Naša babica je zobe izgubila, Jajce na oko, Pozdravljeni prijatelji), Nova legija, Damjan Murko (Poleti lastovka, Eden in edini, Slavček). Sodelovala je tudi s srbsko pevko Nedo Ukraden leta 2012 ter nastopila kot spremljevalni vokal na njenem jubilejnem koncertu v Koncertni dvorani Vatroslava Lisinskog v Zagrebu ter v Areni Zagreb in na TV Z1. Posnela je pesem z marijaško skupino El Combo, duet z Džojem Maračićem Noćni život in Serenado ljubavi z Zlatkom Dobričem. Za četrti album se je vrnila k svojim podravskim koreninam in k sodelovanju povabila tamburaški orkester, violinistko Ano Vurcer in slovenskega pisatelja Ferija Lainščka, ki je na njene avtorske melodije napisal besedila. Za seboj ima štiri samostojna, tamburaška koncerta.

## Festivali
- Orion 2001
- Hit festival 2002
- Pjesmom do srca 2002, 1. nagrada strokovne komisije
- Melodije morja in sonca 2004
- Pjesme Podravine i Podravlja 2004
- Festival narečnih popevk 2005
- Pjesma i tambura 2005
- pjesmom do srca 2005
- Krapinski festival 2005
- Pjesma i tambura 2006
- Festival narečnih popevk 2006
- Zlatne žice Slavonije, Požega 2008
- Krapinski festival 2009
- Zlatne žice Slavonije Požega 2009
- Zagrebfest  2009
- Marko Polo Korčula, 2009

## Diskografija
- Dar neba, 2000, Založba Mandarina
- Vse je tako kot je, 2004
- Prihajam domov, 2009
- Ko zapoje duša, 2013